# Modrejce
Modrejce so naselje v Občini Tolmin.